# ديك فيرنر
ديك فيرنر (بالإنجليزية: Dick Werner)‏ هو سياسي أمريكي، ولد في 2 ديسمبر 1957 في هيريد في الولايات المتحدة. حزبياً، نشط في الحزب الجمهوري. وقد انتخب عضو داكوتا الجنوبية البيت النواب.